# 陽勝
陽勝（ようしょう、貞観11年〈869年〉 - 延喜元年〈901年〉）は、平安時代中期の天台宗の僧。俗姓は紀氏。修行によって仙術を身につけたという伝説から陽勝仙人とも呼ばれる。

## 生涯
貞観11年（869年）に能登国に生まれる。11歳の時に比叡山勝蓮花院に入り空日に師事する。法華経の持経者となった後、金峯山と吉野の牟田寺で山林修行を行った。
『大日本国法華験記』『扶桑略記』など多くの書において、『法華経』を読誦し、次第に食を絶つ修行によって仙人となったと記されている。『元亨釈書』や『今昔物語』によれば、登仙した陽勝は骨と皮だけの姿で、全身に長毛を生やし、2枚の翼で自在に空を飛んだといい、『本朝神仙伝』では歩行が敏捷で翼がなくても空を飛んだとある。
天台座主静観のもとに立ち寄った陽勝が帰ろうとしたところ、人の気配のために自力で飛び立てなくなり、香炉の煙に乗って飛び立ったという逸話や、行き倒れとなった修行僧を神がかった方法で救った逸話がある。
没年は定かではないが、『法華験記』によれば延喜元年（901年）に尸解し、遺品となる袈裟を常原寺の延命禅師に贈ったという。